# Klaus Kinkel

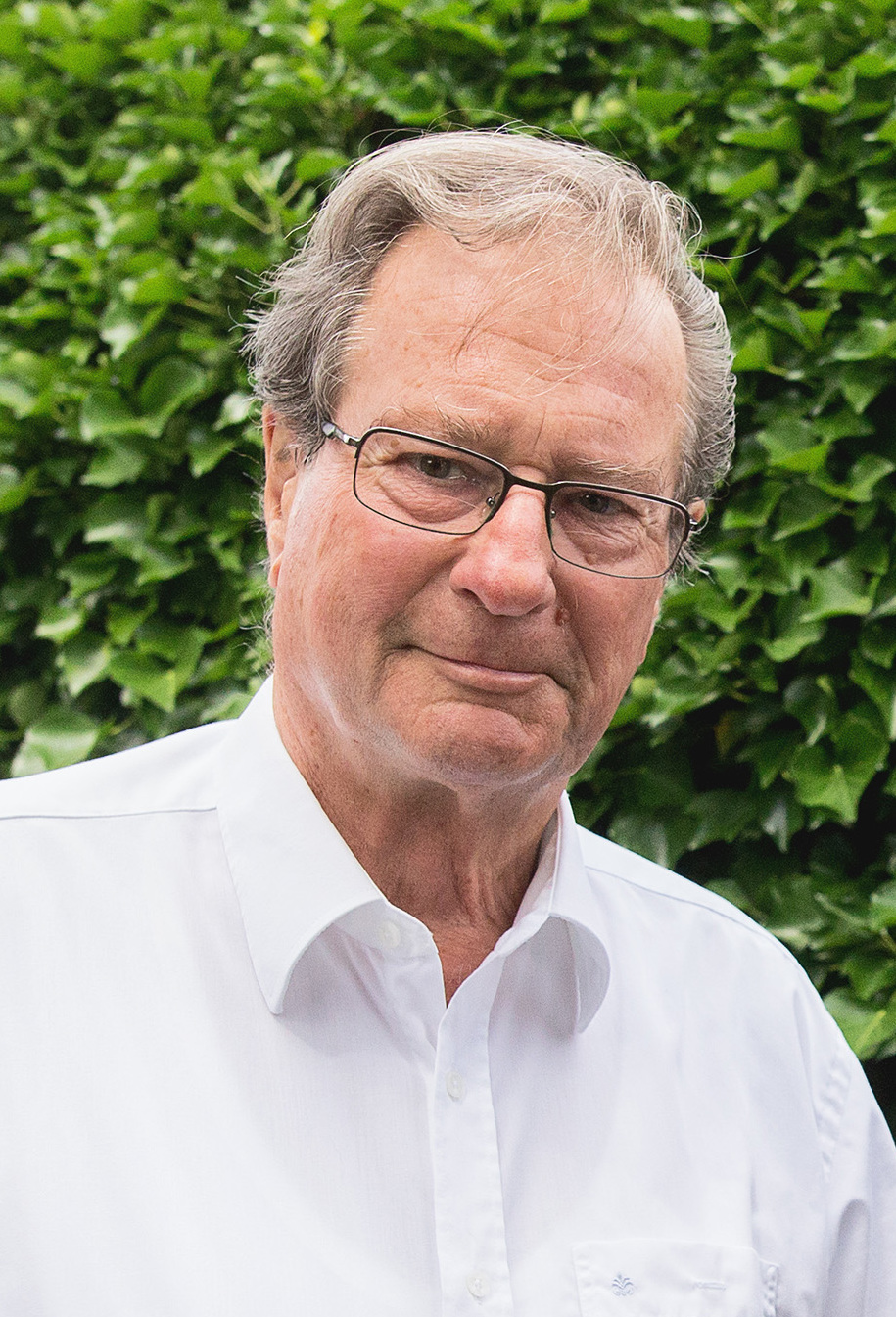
Klaus Kinkel (2017)

Klaus Kinkel (* 17. Dezember 1936 in Metzingen; † 4. März 2019 in Sankt Augustin) war ein deutscher Politiker (FDP) und Jurist. Von 1979 bis 1982 war er Präsident des Bundesnachrichtendienstes, von 1991 bis 1992 Bundesminister der Justiz, von 1992 bis 1998 Bundesminister des Auswärtigen, von 1993 bis 1998 Vizekanzler und von 1993 bis 1995 Bundesvorsitzender der FDP.

## Leben und Beruf
Kinkel, älterer von zwei Söhnen eines westfälischen Vaters und einer schwäbischen Mutter, wuchs in Hechingen auf. Sein Vater, der 1946 aus Kriegsgefangenschaft in der Sowjetunion zurückkehrte, war Internist und Kardiologe.
Nach dem Abitur 1956 am Staatlichen Gymnasium Hechingen absolvierte Kinkel zunächst ein Praktikum für Medizinstudenten in der Chirurgie am Kreiskrankenhaus in Balingen und begann ein Studium der Medizin an der Universität Tübingen. Er wechselte aber schnell ins Studienfach Rechtswissenschaft an derselben Universität und später an der Universität Bonn. 1960 beendete er das Studium mit der Ersten Prüfung in Tübingen. Nach dem Rechtsreferendariat am Landgericht Hechingen folgte 1965 die Zweite Staatsprüfung. 1964 promovierte Kinkel an der Universität zu Köln mit der Dissertation Die Lehre von Popitz für die Gestaltung des gemeindlichen Finanzausgleichs zum Dr. jur. Er trat dann in das Bundesamt für zivilen Bevölkerungsschutz ein, das zum Geschäftsbereich des Bundesministeriums des Innern gehörte. 1966 bewarb er sich erfolglos um das Amt des Bürgermeisters seiner Heimatstadt Hechingen. Von 1966 bis 1968 erfolgte eine Abordnung zum Landratsamt des Landkreises Balingen. Nach seiner Rückkehr zum Bundesministerium des Innern war Kinkel von 1970 bis 1974 persönlicher Referent des Ministers Hans-Dietrich Genscher, zuletzt auch als Leiter des Ministerbüros.
Nachdem Genscher im Mai 1974 Außenminister geworden war (Kabinett Schmidt I), wurde Kinkel im Auswärtigen Amt Leiter des Leitungsstabes und 1979 Leiter des Planungsstabes.
Nach dem Ende seiner Amtszeit als Bundesminister des Auswärtigen durch den Regierungswechsel als Folge der Bundestagswahl 1998 war Kinkel als Rechtsanwalt in Sankt Augustin tätig. Seine Anwaltszulassung gab er später zurück. Kinkel engagierte sich in zahlreichen sozialen Projekten für die Belange von Menschen mit Behinderung sowie zur Förderung der Organspende-Bereitschaft. 2006 war Kinkel Botschafter für die Fußball-Weltmeisterschaft 2006 der Menschen mit Behinderung. Von 2003 bis Ende 2014 war er Vorsitzender der Deutschen Telekom Stiftung.
Kinkel war seit 1962 verheiratet mit seiner Frau Ursula („Uschi“) geb. Vogel und Vater von vier Kindern. Seine älteste Tochter starb 1982 mit zwanzig Jahren bei einem Verkehrsunfall. Er lebte in Sankt Augustin-Schmerbroich. Kinkel war, wie schon sein Vater und der Großvater, seit 1956 Mitglied der katholischen Studentenverbindung AV Guestfalia Tübingen im CV, bei der er am 14. Januar 2019 noch zusammen mit dem Fernsehmoderator Claus Kleber, ebenfalls Mitglied der AV Guestfalia Tübingen, die Diskussionsrunde „Welt im Umbruch – Wo bleibt der Westen?“ besetzte.
Klaus Kinkel starb am 4. März 2019 in Sankt Augustin an den Folgen einer Krebserkrankung.

## Partei
Kinkel trat 1991 der FDP bei; seinen Antrag auf Aufnahme in die Partei stellte er am 16. Januar, zwei Tage vor seiner Ernennung zum Bundesminister der Justiz. Vom 11. Juni 1993 bis zum 10. Juni 1995 war er Bundesvorsitzender der FDP. In seine Amtszeit als Bundesvorsitzender fielen 14 Wahlen, bei denen die FDP erhebliche Verluste hinnehmen musste; so verfehlte sie bei zwölf Landtagswahlen und der Europawahl den Einzug ins Parlament. Kinkel kandidierte daher nach Ablauf seiner Amtszeit als Bundesvorsitzender 1995 nicht zur Wiederwahl; sein Nachfolger wurde Wolfgang Gerhardt.

## Abgeordneter
Von 1994 bis 2002 war Kinkel Mitglied des Deutschen Bundestages. Hier war er von 1998 bis 2002 stellvertretender Vorsitzender der FDP-Bundestagsfraktion. Kinkel zog stets über die Landesliste Baden-Württemberg in den Deutschen Bundestag ein. Die Unterlagen über seine Tätigkeit als stellvertretender Fraktionsvorsitzender befinden sich im Archiv des Liberalismus der Friedrich-Naumann-Stiftung für die Freiheit in Gummersbach.

## Öffentliche Ämter

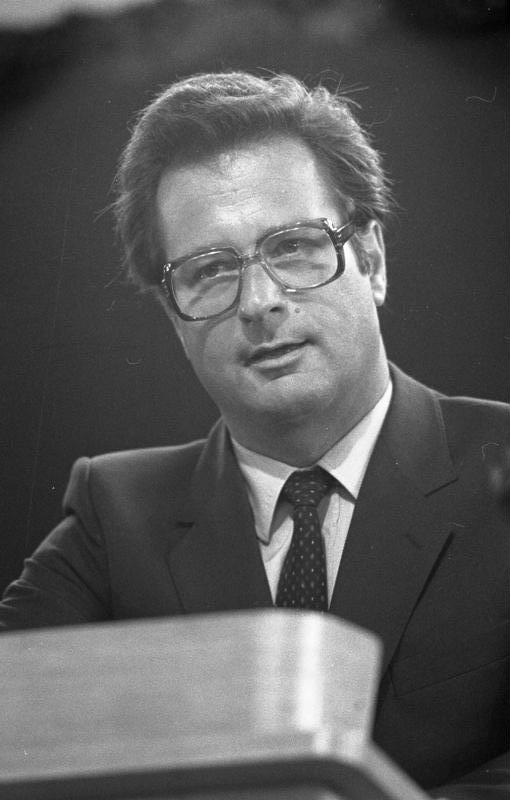
Klaus Kinkel, Präsident des Bundesnachrichtendienstes (BND), 1981

Von 1979 bis 1982 war er Präsident des Bundesnachrichtendienstes. Im Oktober 1982 wurde er unter Hans A. Engelhard zum Staatssekretär im Bundesministerium der Justiz ernannt. Nach der Bundestagswahl 1990 wurde er am 18. Januar 1991 als Bundesminister der Justiz in die von Bundeskanzler Helmut Kohl geführte Bundesregierung berufen.
Nach dem Rücktritt von Hans-Dietrich Genscher wurde Kinkel am 18. Mai 1992 zum Bundesminister des Auswärtigen ernannt. Als im Januar 1993 der damalige Vizekanzler und Wirtschaftsminister Jürgen Möllemann von seinem Amt zurücktrat, wurde Kinkel am 21. Januar 1993 zusätzlich Stellvertreter des Bundeskanzlers. 1993 fasste er die Ziele der Innen- und Außenpolitik, wie er sie betrieb, so zusammen:

„Zwei Aufgaben gilt es parallel zu meistern: Im Inneren müssen wir wieder zu einem Volk werden, nach außen gilt es etwas zu vollbringen, woran wir zweimal zuvor [Anm.: gemeint sind die Entwicklungen, die in zwei Weltkriegen mündeten] gescheitert sind: Im Einklang mit unseren Nachbarn zu einer Rolle zu finden, die unseren Wünschen und unserem Potential entspricht. Die Rückkehr zur Normalität im Inneren wie nach außen entspricht einem tiefen Wunsch unserer Bevölkerung seit Kriegsende. Sie ist jetzt auch notwendig, wenn wir in der Völkergemeinschaft respektiert bleiben wollen. […] Unsere Bürger haben begriffen, dass die Zeit unseres Ausnahmezustandes [Anm.: gemeint ist die Teilung des Landes in BRD und DDR bis 1989] vorbei ist.“

Nach der Bundestagswahl 1998 und dem damit einhergehenden Regierungswechsel schied Kinkel am 26. Oktober 1998 aus der Bundesregierung aus. In seinen sechs Jahren als Außenminister hatte er auf 445 Reisen 93 Länder besucht und 687 Tage im Ausland verbracht.
Klaus Kinkel wird folgendes Zitat über Europa zugeordnet:

„Europa wächst nicht aus Verträgen, es wächst aus den Herzen seiner Bürger oder gar nicht.“

## Gesellschaftliches Engagement
- Von 2003 bis zum 31. Dezember 2014 Vorsitzender der Deutschen Telekom Stiftung[5][18]
- Mitglied des Kuratoriums der Bundesliga-Stiftung[19]
- Bis 2017 stellvertretender Vorsitzender des Kuratoriums der Sepp-Herberger-Stiftung des Deutschen Fußball-Bundes (DFB) und danach bis zu seinem Tod Vorsitzender der DFB-Ethik-Kommission[20][21]
- Ehrenmitglied der „Liberalen Türkisch-Deutschen Vereinigung“ (LTD)[22]
- Mitglied im Präsidium der Deutschen Gesellschaft für die Vereinten Nationen[23]
- Unterstützer des Opferfonds Cura[24]
- Pate des Kinderhospiz Bethel in Bielefeld für unheilbar erkrankte Kinder
- Mitglied der Deutschen Initiative für den Nahen Osten (DINO)[25]
- Förderverein Schwäbischer Dialekt[26]
- Ehrenmitglied des Karlsruher SC (1990)[27]

## Auszeichnungen
- 2005: Reinhold-Maier-Medaille der Reinhold-Maier-Stiftung[28]

## Kabinette
- Kabinett Kohl IV – Kabinett Kohl V

## Veröffentlichungen (Auswahl)
- Bewegte Zeiten für Europa! In: Caroline Y. Robertson-von Trotha (Hrsg.): Europa in der Welt – die Welt in Europa (= Kulturwissenschaft interdisziplinär, Bd. 1). Nomos, Baden-Baden 2006, ISBN 3-8329-1934-1, S. 55–58.
- (Hrsg.): Grenzenlose Leistung – Die deutsche Einheit und der Einsatz der Telekom beim Aufbau Ost. Deutsche Verlags-Anstalt, München 2014, ISBN 978-3-421-04670-3.